# 黃東茂
黃東茂（1876年7月9日—1929年7月7日），福建廈門人，臺灣企業家，為英國殼牌關係企業三美路洋行買辦，曾與後宮信太郎競爭臺灣的紅磚市場。

## 生平
黃東茂生於廈門港仔口街，因排行第五，時人稱他為「五舍」。小時候曾到香港唸書，擅長英語。

### 商業生涯
臺灣清治時期，1888年3月，黃東茂來臺住在臺北府淡水縣大加蚋堡大稻埕。1902年《台灣日日新報》報導經營樟腦、鴉片、油品的英商三美路商會因油品近日銷售不佳，責怪買辦趙滿朝不善招客，於是趙滿朝便找來黃東茂專門處理油品銷售。該洋行乃英國殼牌創始人馬可仕·薩姆爾之弟薩姆爾·薩姆爾所開，還是雀巢的臺灣代理商。1900年代黃東茂已成為臺北知名富商。
1912年，黃東茂以三美路洋行作為幕後金主，聯合台中富紳林烈堂、新竹名人鄭拱辰等人合資，向英國訂購製曼徹斯特式輪環窯，於1913年在錫口（今台北市松山區）設立製磚廠，生產新技術、品質優秀的乾式紅磚，威脅了後宮信太郎以舊技術生產濕式紅磚的台灣煉瓦株式會社，因此兩公司展開激烈競爭。西川滿的《黃金の人》也記載了薩姆爾．薩姆爾、黃東茂對抗後宮信太郎的商業競爭，並記下他們在臺灣總督府交通局鐵道部投標時的對話。
在當時，黃東茂的製磚廠磚塊以品質優秀著稱，這些磚因有三美路洋行的「S」字母縮寫故稱為「S磚」，又稱為「三美路磚」、「錫口磚」、「黃東茂磚」、「糕仔角磚」等，在淡水禮拜堂、淡水殼牌倉庫、淡江中學八角塔等建築皆有使用。但是，後宮信太郎採用低價搶標加上臺灣總督府偏袒日本人，使得三美路洋行不堪虧損退出紅磚市場，黃東茂的製磚工廠被收購，於1918年正式成為台灣煉瓦株式會社工場之一。
黃東茂還經營許多事業，包括經營石油、交通、牧場、餐廳等，如製酒工場、位於深澳坑南側（今新北市瑞芳區四腳亭）原為林榮欽所有的復振炭坑（礦坑）。1917年，為經營臺灣鐵路運輸，他的淡水興業輕鐵公司率先建設淡水至小基隆舊庄一線的淡水線輕便鐵道。
1920年代的臺灣，臺灣料理成為一個顯著的飲食類型，附設有藝旦的酒家皆競爭激烈，大稻埕的臺菜餐館東薈芳眾股東為抵抗新起的江山樓，遂請黃東茂入股，黃東茂出資興建可以闢美江山樓的新大樓，東薈芳再向他租來經營。該樓建於臺北市日新町1丁目168番地（今南京西路163號），開幕後雖然新餐館一時吸引不少顧客，但因股東糾紛，無法持久，黃東茂便將餐廳收回並改名為「蓬萊閣」，成為台北著名的臺菜餐館之一，之後又轉手為陳天來所有。

### 上流生活
1913年2月13日，清朝滅亡一年後，黃東茂才剪掉辮子，比起其他臺灣商人李春生、吳文秀、辜顯榮，都要晚上十幾年，有著極傳統保守的一面。同年5月，他遷居至臺北廳淡水支廳淡水區芊蓁林（今竹圍）鼻頭村（今空軍氣象聯隊）所在地，在該地建造豪華洋樓別墅，院子有網球場、苗地，院外臨河區有汽艇庫、游泳池。此園內栽種菊花最盛，曾舉辦過幾次觀菊會，他一請就三百人。
黃東茂從淡水到臺北市區之間的交通工具是自己的小汽船，並與板橋林家林嵩壽一樣在1918年就已買汽車代步。
1914年左右，與辜顯榮、林烈堂、林熊徵、林獻堂、蔡蓮舫等人捐助建立台灣公立臺中中學校（今臺中一中）。
1919年，臺灣第一座高爾夫球場臺灣高爾夫俱樂部（即老淡水球場）創立未幾，黃東茂便成為會員。入會費日幣壹百圓、球具一組約貳百圓，當時僅此二項費用就可與淡水街一棟平屋的價格相比。當年除了他之外，臺籍會員只有板橋林家的林熊徵和林熊光，與淡水仕紳許丙（板橋林家總管）和洪以南（洪騰雲之孫）這幾位富翁。
1927年1月27日，長女黃瑞英嫁給廈門林溫仁牧師的大孫林俊德，於1月28日在黃東茂的別墅舉行結婚。
1929年7月7日，黃東茂於淡水去世，數年後別墅被日本政府收購拆除建立日後的淡水飛行場。

## 軼事
1864年，英人Richard Dixon Oldham就在淡水紅樹林採集到水筆仔。黃東茂為減少別墅的游泳池與汽艇因颱風受害，就大量種水筆仔在游泳池和汽艇庫旁以防河浪之擊。淡水當地傳說原此地作為養鴨地之用，水筆仔沒這麼多，認為是黃東茂從福建引進，在淡水河沿岸廣泛種植之故；另一版本傳說是黃東茂從南洋引進。